# Campylopus perrottetii
Campylopus perrottetii là một loài Rêu trong họ Dicranaceae. Loài này được (Mont.) M. Fleisch. mô tả khoa học đầu tiên năm 1904.